# Imereti

Imeréti zászlaja.

Imeréti vagy Imerétia (grúzul იმერეთი მხარე, Imereti Mhare) közigazgatási (mhare) és történelmi régió Grúziában, a Rioni folyó középső és felső folyása mentén, az ország nyugati-középső részében.
Területe 6522 km² (valamivel nagyobb, mint Pest vármegye). Népessége a 2014-es népszámlálás adatai szerint mintegy 533 906.
Közigazgatási székhelye Kutaiszi. Más jelentős városai: Szamtredia, a mangánkitermelő központ Chiatura, Tkibuli (szénbányászati központ), Zesztaponi (fémgyártó központ), Honi és Szacshere.

## Közigazgatási beosztása
Imereti a következő kerületekből áll:
1. Kutaiszi (város, nem kerület)
2. Bagdati
3. Vani
4. Zesztaponi
5. Terdzsola
6. Szamtredia
7. Szacshere
8. Tkibuli
9. Csiatura
10. Chaltubo
11. Haragauli
12. Honi region

## Lásd még
- Imereti Királyság

## Külső hivatkozások
- Imereti.com - The Guide to Imereti, Georgia, Sakartvelo
- Imereti hivatalos honlapja